# Kazimierz Jeżewski

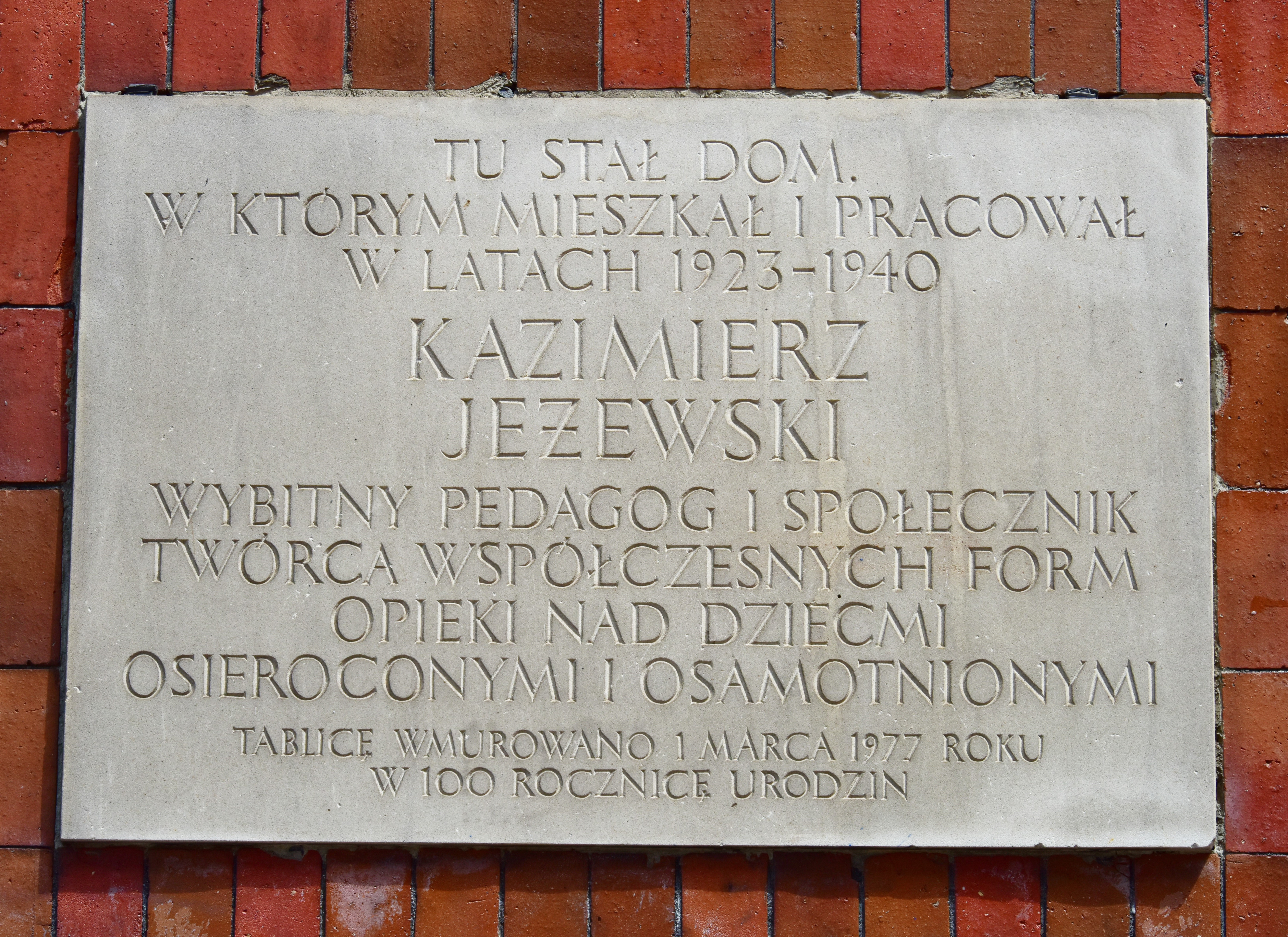
Tablica pamiątkowa na budynku przy al. „Solidarności” 83/89 w Warszawie

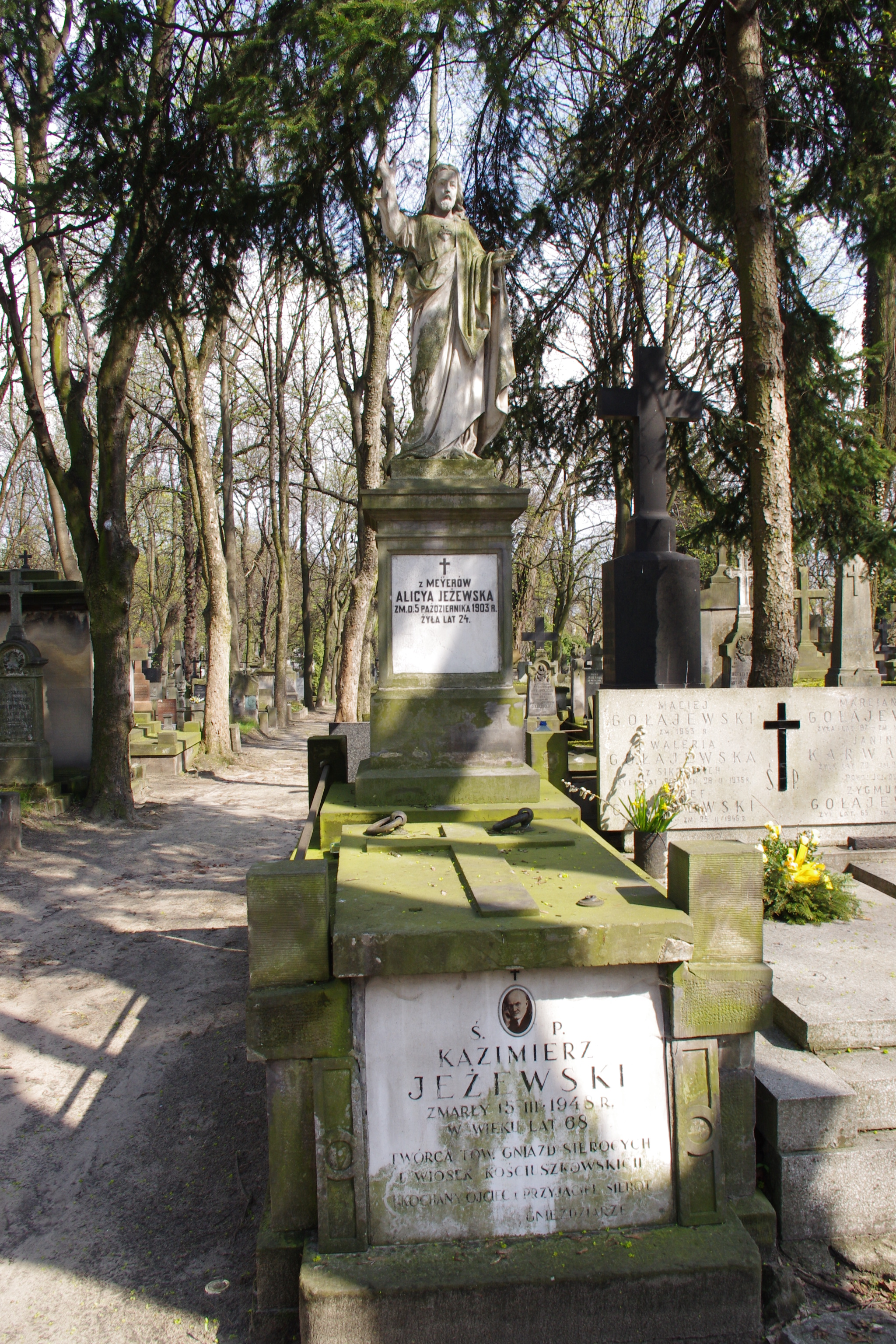
Grób na cmentarzu Powązkowskim w Warszawie

Kazimierz Antoni Jeżewski (ur. 1 marca 1877 w Ciernie, zm. 15 marca 1948 w Warszawie) – polski pedagog i działacz oświatowy, twórca i ideolog Gniazd Sierocych i Wiosek Kościuszkowskich.

## Życiorys
Pochodził z rodziny wielodzietnej, jego ojciec Aleksander Jeżewski był ziemianinem i powstańcem styczniowym, miał sześciu braci i dwie siostry. W wieku 16 lat wstąpił do Seminarium Duchownego w Sandomierzu, którego nie ukończył. Po wystąpieniu z seminarium przyjechał do Warszawy i tam ukończył gimnazjum.
W Warszawie ukończył studia ekonomiczne. W 1900 roku ożenił się z Alicją Mayer, która wydała na świat ich syna Tadeusza. Żona Jeżewskiego zmarła po trzech latach małżeństwa, co było przyczynkiem do dużej traumy dla przyszłego pedagoga. Po śmierci żony pozostawił syna na wychowanie siostrze i wyjechał studiować do Danii i Szwajcarii. Do kraju wrócił po wybuchu rewolucji 1905 roku, włączając się w prace Komitetu Sienkiewiczowskiego, który miał na celu ratowanie od głodu i zimna dzieci „robotniczej Warszawy”.
Po przekształceniu Komitetu Sienkiewiczowskiego na Towarzystwo Opieki nad Dziećmi, Jeżewski piastował w nim stanowisko sekretarza, a następnie wiceprezesa. W tym okresie dzięki jego staraniom powstał prototyp Rodzinnego Domu Dziecka, gdzie pod opieką przybranej matki wychowywało się kilkoro sierot. W 1906 roku wyjechał dokończyć przerwane studia. Jeżewski był pomysłodawcą powołania Krajowego Biura Opieki nad Dziećmi. Spotkawszy się z dużą niechęcią i niezrozumieniem elit rządzących, samodzielnie powołał do życia w 1908 roku Towarzystwo Gniazd Sierocych. Wsparcia moralnego udzielili mu w tym okresie pisarze Maria Konopnicka, Henryk Sienkiewicz i Eliza Orzeszkowa.
Pierwsze Gniazdo powstało w Stanisławczyku koło Przemyśla i przez 2 lata Jeżewski sam nim kierował. Gniazdo w rozumieniu Jeżewskiego miało stanowić właściwe środowisko zastępczo-rodzinne, zapewniając odpowiednie warunki dla wszechstronnego rozwoju dziecka i prowadzić do wychowania poprzez pracę dzieci osieroconych w wieku od 2-10 lat aż do ich usamodzielnienia. Do roku 1914 powstało osiem takich placówek. Jako dyrektor Towarzystwa Gniazd Sierocych zajmował się pracą programową i wizytacją Gniazd w całym kraju.
Po I wojnie światowej, gdy zaczęło przybywać dzieci osieroconych wskutek chorób i działań wojennych, Jeżewski opracował koncepcję Wioski Sierocej jako zgrupowania kilku Gniazd. Każda wioska miała mieć własny samorząd i różne szkoły. Z inicjatywy Jeżewskiego pierwsza taka wioska powstała w 1929 roku dla uczczenia 100 rocznicy śmierci Tadeusza Kościuszki, a także zostało w tym samym roku założone Towarzystwo Wiosek Kościuszkowskich. W kolejnych latach dzięki przychylności władz Jeżewski sukcesywnie mógł rozwijać i kontynuować swoją działalność. Uczniowie, którzy opuszczali Wioski mieli zapewnione wykształcenie, zawód i drobne oszczędności z Funduszu Kształcenia Zawodowego lub Funduszu Posagowego, które funkcjonowały w Wioskach, a sami absolwenci Wiosek należeli do Związku Gnieździaków, który później przekształcono w Związek Pracowników Społecznych.
W czasie II wojny światowej dalej był zaangażowany w pomoc sierotom oraz w działalność konspiracyjną. Po zakończeniu wojny powrócił do Warszawy, gdzie reaktywował Towarzystwo Wiosek Kościuszkowskich, zamienione w 1947 roku w Towarzystwo Gniazd Sierocych i Wiosek Kościuszkowskich. Rząd poparł jego działania, gdyż dzieci osieroconych wskutek działań wojennych było bardzo wiele; niestety niedługo później Jeżewski uległ atakowi częściowego paraliżu. Towarzystwo działało do 1949 roku. Na jego bazie, w 1957 roku, powołano działające w strukturach Towarzystwa Przyjaciół Dzieci - Koło TPD Przyjaciół Dzieci im. K. Jeżewskiego. Idea Kazimierza Jeżewskiego jest realizowana przez rodzinne domy dziecka.
Zmarł 15 marca 1948 roku. Został pochowany na cmentarzu Powązkowskim w Warszawie (kwatera J-6-1).

## Upamiętnienie
Jego imię nosi Szkoła Podstawowa Nr 110 w Warszawie przy ul. Bohaterów na terenie dzielnicy Białołęka oraz Szkoła Podstawowa nr 140 w Warszawie przy ul. Wilgi na terenie dzielnicy Wawer. Od 1977 na terenie dzielnicy Ursynów znajduje się ulica jego imienia.
W 1958 na frontowej ścianie budynku przy al. Wojska Polskiego, w którym w latach 1940–1948 mieszkał, odsłonięto tablicę pamiątkową. W latach 60. upamiętniającą go tablicę umieszczono również na frontowej ścianie budynku Państwowego Domu Dziecka nr 11 przy ul. Bohaterów 50. W 1977 roku tablicę pamiątkową odsłonięto w miejscu  domu, w którym mieszkał w latach 1923–1940 (przy obecnej przy al. „Solidarności” 89).

## Dzieła
Ideę systemu wychowania przedstawił w pracy „Wioski sieroce – program działania Towarzystwa Wiosek Kościuszkowskich”.